# モイセス・ガルシア・ロサ
モイセス・ガルシア・ロサ（Moisés García Rosa、1989年10月31日 - ）は、スペイン・セビリア出身のサッカー選手。CDバダホス所属。ポジションはディフェンダー。